# Haselsdorf-Tobelbad
Haselsdorf-Tobelbad est une commune autrichienne du district de Graz-Umgebung en Styrie.